# Обични цврчић
Обични цврчић (лат. Locustella luscinioides) је врста грмуше Старог света из рода Locustella. Гнезди се у Европи и западном Палеарктику . Миграторна је врста, зимује у северној и подсахарској Африци .
Обични цврчић је мала птица певачица која се налази у тршћацима, где постоји и жбуње. Одрасла јединка има сиво-смеђа леђа, беличасто-сиви доњи део тела и нема пруге на грлу, што је разлика од цврчића поточара (Locustella fluviatilis). Полови су идентични, као и код већине грмуша, док су младе птице жуће одоздо. Као и већина грмуша, инсектојед је. Ово није толико стидљива врста, али је није лако видети у трсци, осим понекад када пева.

## Таксономија
Обичног цврчића је формано описао италијански орнитолог Паола Савиј, аутора дела „Ornitologia Toscana“ 1827–1831 и „Ornitologia Italiana“ 1873–1876. Године 1821, Паоло Савију су дати примерци непругасте, тамне, риђо-смеђе грмуше, што је било ново за науку. Објавио је потпуни опис птице 1824. године, а она је постала позната под уобичајеним именом обични цврчић. Име рода Locustella потиче из латинског и представља деминутив од locusta, што значи „скакавац. Ово се односи на песму цврчића тршћара и неких других из овог рода. Специфични епитет luscinioides потиче од латинског luscinia, „славуј“, и старогрчког -oides, „подсећа“.
Ова врста формира специјалну везу са цврчићем поточаром, а студије митохондријалне ДНК показују да су обе уско повезане са пругастим цврчићем (Locustella lanceolata), и цврчићем тршћаром (Locustella naevia).
Препознато је три подврста:
- Locustella luscinioides luscinioides (Savi, 1824) - номинована подврста која је пореклом из централне и источне Европе, Шпаније, Португала и Северне Африке. Зимује у Западној Африци, на подручју које се протеже од Сенегала до језера Чад и северне Гане, а вероватно и у Јужном Судану[5]
- Locustella luscinioides sarmatica (Kazakov, 1973) - пореклом из Украјине, Азовског мора, региона Волге и Урала; зимује у североисточној Африци
- Locustella luscinioides fusca (Severtsov, 1873) - Јордан и Турска све до централне Азије на истоку; зимује у Судану и Етиопији.[7]

## Опис
Обични цврчић је 13-13,5 цм дугачак, тежине 12-21 г. Горњи делови обичног цврчића су једноличне тамноцрвенкасто-смеђе боје, понекад са благом зеленкастом нијансом. Има нејасне жућкасте пруге око очију, тамне предочне пруге и бледо смеђе очне пруге. Смеђи кљун је танак, а ириси су такође смеђи. Брада, грло и стомак су беличасто-жућкасти, а остатак доњег дела тела пешчано-смеђе боје. Током сезоне гнежђења, и горњи и доњи делови тела су мало блеђи. Ноге су смеђе боје.

## Распрострањеност и станиште
Обични цврчић се гнезди у Алжиру, Шпанији, Мајорци, Француској, Сицилији, Криту, Италији, Холандији, Немачкој, Пољској, Румунији, Бугарској, Албанији, Хрватској, Словенији, Србији, Јордану, Турској и Русији све до реке Волге на истоку. Зимује у Алжиру, Мароку, Судану и Етиопији. Познат је као повремени посетилац Уједињеног Краљевства, где се неколико парова спорадично гнезди, Ирске, Белгије, Швајцарске, Корзике, Сардиније, Малте, Кипра и Израела.
Обични цврчић се може наћи у тршћацима, мочварама и лагунама са трском, шашом и другом мочварном вегетацијом, где има врба или жбуња. Пење се по стабљикама како би певала на видном месту, али је иначе тешко видети јер окретно лети кроз стабљике и испреплетено растиње и ретко се виђа на отвореном тлу. Заузима слична станишта у својим зимским боравиштима, али се може наћи и у мочварама или мочварним местима са отвореном водом, даље од трске.

## Понашање
Обични цврчић митари у перје за размножавање пре него што се врати у свој летњи ареал. По доласку у мочваре, птице лете кроз трску и растиње и ретко се виђају, али када успоставе територије, пењу се на врх трске и певају са истакнутих места. Хране се инсектима као што су муве, бубе, мољци, ларве и водене девице. Такође се хране и мањим црвима. Након парења, птице се донекле размештају у ређе вегетативне мочваре, пресвлаче се у своје зимско перје и крећу на миграцију. Мало се зна о њиховим навикама у зимским боравиштима, али насељавају слична мочварна подручја, виђени су у кукурузним пољима и могу се хранити и гнездити у малим јатима.

### Гнежђење
Сезона гнежђења обичног цврчића почиње средином априла у јужном делу њеног ареала и крајем маја у северној Европи. Први мужјаци који стигну заузимају најбоље територије, које се процењују по густини трске и шаше. Како женке стижу, оне се сукцесивно упарују са мужјацима који имају најбоље територије. Касније долазеће јединке имају територије лошијег квалитета и њихов успех размножавања је умањен, обично зато што мање легла теже успевају. Гнездо гради женка на малој трсној платформи по стилу слично гнезду лиске или барске кокице, и добро је скривено међу мртвом трском и жбуњем вегетације. Често се прави од листова глицерије, али нека гнезда су уместо тога уредно обложена фином травом и лишћем. Обично није видљиво одозго. Полажу се четири до шест (понекад три) јаја. Сиво-беле боје су, обилно прошаране сивкастим рђастим мрљама, понекад у тамнијој траци око јајета. Димензије су им око 19.5 мм x 14.5 мм. Инкубација траје око дванаест дана и обавља је искључиво женка. Она такође храни птиће када се први пут излегу, а мужјак јој се придружује док расту. Млади добијају перје за око дванаест дана и обично један пар има два легла годишње.

### Исхрана
Обични цврчићи се хране углавном инсектима, укључујући водене цветове (Ephemeroptera), одрасле и ларве вилинских коњица (Odonata), правокрилце (Orthoptera), одрасле и ларве лептира, одрасле и ларве мува (Diptera), мраве (Hymenoptera) и бубе (Coleoptera); такође пауке (Araneae) и мале мекушце. Буше кроз ниско растиње, бирајући плен са стабљика, са површине воде или са земље.

## Оглашавање
Песма обичног цврчића је монотоно механичко звиждање налик звуку појединих инсеката, често се изводи у предвечерје. Слична је песми других цврчића рода Locustella али је генерално бржа и дубља и јако подсећа на песму роселовог зрикавца (Roeseliana roeselii). Песма је трил веома слична песми цврчића тршћара (Locustella naevia), али нешто нижег тона и краћег трајања. Често му претходи низ тихих откуцаја који се постепено стапају у трил. Птица пева са висине на врху трске са отвореним кљуном и вибрирајућим грлом. И мужјаци и женке певају.

## Статус
Обични цврчић је процењен од стране Међународне уније за заштиту природе IUCN-а на њиховом Црвеном списку угрожених врста као најмање угрожени таксон. Разлог је зато што обични цврчић има велику укупну популацију и широк ареал. Процењује се да популација у Европи броји између 374.000-652.000 гнездећих парова, са укупно 749.000-1.310.000 одраслих јединки. Пошто Европа чини приближно 65% глобалног ареала врсте, прелиминарна процена величине глобалне популације између 1.150.000 и 2.020.000 зрелих јединки, иако је пожељна даља валидација ове процене. Број птица се можда донекле смањује, али не у мери која би за сада оправдала сврставање обичног цврчића у категорију већег ризика.